# Pedro II de Bretaña
Pedro II de Bretaña (en bretón Pêr II, en francés Pierre II) (1418 - Nantes, 22 de septiembre de 1457), fue duque de Bretaña, conde de Montfort y conde de Richmond desde 1450 hasta su muerte. Hijo menor del duque Juan VI de Bretaña y de Juana de Francia, hermano del duque bretón Francisco I, este le nombró heredero aun en perjuicio de sus propias hijas.
En junio de 1442 contrajo matrimonio con Françoise d'Amboise, hija del príncipe de Talmont, pero no tuvieron hijos.
Desde la muerte de su hermano acaecida en 1450, gobernó el ducado por siete años. Al morir, el feudo lo heredó su tío Arturo.
| Predecesor: Francisco I | Duque de Bretaña 1450-1457 | Sucesor: Arturo III |